# Cristian Ciocoiu
Cristian Ciocoiu (n. 23 noiembrie 1975, Bacău, România) este un fost fotbalist român.